# Chaoborus fryeri
Chaoborus fryeri är en tvåvingeart som beskrevs av Verbeke 1958. Chaoborus fryeri ingår i släktet Chaoborus och familjen tofsmyggor.
Artens utbredningsområde är Malawi. Inga underarter finns listade i Catalogue of Life.